# Buseje Bailey
Buseje Bailey es una artista y comisaria canadiense que trabaja con vídeo y multimedia, y cuya obra explora la construcción del yo negro diaspórico. El trabajo multidisciplinar de Bailey explora temas de la identidad de la diáspora negra y la historia de las mujeres. Su trabajo en vídeo es distribuido por V tape en Toronto. Fue citada como artista negra canadiense destacada en un artículo publicado en 2018 por la Canadian Broadcasting Corporation.

## Biografía
Bailey obtuvo su licenciatura en Bellas Artes en la Universidad York, Toronto en 1981 y su máster en Bellas Artes en la Nova Scotia College of Art and Design en 1991.

## Exposiciones
Se han celebrado exposiciones individuales de la obra de Bailey en la Universidad McGill (Body Politics, 1994) y en la Eye Level Gallery de Halifax (Making Connections Across Art Forms, 1995). El Women's Art Resource Centre organizó una exposición de su obra titulada The Viewing Room en 1999. También participó en la exposición Black Body: Race, Resistance, Response, comisariada por  Pamela Edmonds en 2001 en Dalhousie Art Gallery en Halifax, Nueva Escocia.
Bailey es cofundadora del Diasporic African Women's Art Collective (DAWA). En 1989, Bailey participó como comisaria y artista en la exposición colectiva Black Wimmin: When and Where We Enter, organizada por DAWA. Fue la primera exposición en Canadá centrada por completo en la obra de mujeres artistas negras. La muestra recorrió todo Canadá y se ha convertido en una base para la organización de esfuerzos por parte de mujeres artistas y comisarias negras.
La obra de Bailey se combinó con la de Walter Redinger en una exposición en la Galería McIntosh de la Universidad de Ontario Occidental en 1998.
Bailey fue uno de los temas destacados en la exposición de 2017 Light Grows the Tree (La luz hace crecer el árbol) en la Galería BAND (Red de Artistas Negros en Diálogo) de Toronto, que presentó retratos fotográficos de destacados artistas, autores, comisarios y coleccionistas canadienses negros.

## Videografía seleccionada
Fuente: 
- Women of Strength, Women of Beauty (1992), 16:30 minutos, color, inglés
- Blood (1992), 06:00 minutos, color, inglés con subtítulos
- Identity in Isolation (1995), 16:00 minutos, color, inglés
- Quest For History (1998), 23:30 minutos, color, inglés
- Fear Factor (2022), 12:00 minutos, color, inglés